# Chris Kirkland
Pour les articles homonymes, voir Kirkland.
Christopher Edmund Kirkland, né le 2 mai 1981 à Barwell, est un footballeur international anglais qui évolue au poste de gardien de but.

## Biographie
Kirkland commence sa carrière en 1999 pour Coventry, avant d'être arraché par Liverpool au début de la saison 2001-2002, pour 6 millions de livres, en tant que remplaçant du gardien de but polonais Jerzy Dudek. 
Kirkland débute pour Liverpool en Ligue des champions dans un match contre Galatasaray, après une blessure de Dudek. Kirkland devient, en 2004, le premier choix de gardien pour le club de Merseyside, mais après des matchs ratés et des blessures, il perd sa place, dès le début de l'année 2005, derrière Jerzy Dudek et Scott Carson, et plus tard Pepe Reina. Ainsi, il ne devient pas un titulaire habituel de Liverpool. Pour cette raison-ci, son club le prête à des autres clubs du Premiership : West Bromwich Albion pour la saison 2005-06, et Wigan Athletic pour la saison 2006-07.
Kirkland joue à huit reprises avec l'équipe d'Angleterre des moins de 21 ans, mais doit attendre jusqu'au 16 août 2006 pour jouer avec l'Angleterre, contre la Grèce, en remplaçant Paul Robinson à la mi-temps. Ses débuts pour l'Angleterre rapportent gros à ses parents, qui avaient fait un pari (à 100/1) de £100, quand leur fils avait 11 ans, qu'il jouerait pour l'équipe nationale. Après sa première sélection, ses parents ont gagné £10 000 chacun
Le 25 novembre 2010, il est prêté un mois à Leicester City, où il joue trois matchs. Un an plus tard, c'est à un autre club de Championship qu'il est prêté, Doncaster Rovers, cette fois-ci pour une durée de trois mois.
Le 23 mai 2012, Chris Kirkland signe en faveur de Sheffield Wednesday qui vient juste d'être promu en deuxième division.
Le 19 octobre 2012, Chris Kirkland est agressé par un supporter en pleine rencontre de Championship (D2) contre Leeds. Il peut néanmoins terminer la partie après l'intervention des soigneurs.
Le 12 août 2015, il rejoint Preston North End. Le 27 juin 2016, il rejoint le club de Bury, mais dès le 4 août 2016 il quitte le club pour raisons familiales.
Le bilan de la carrière de Chris Kirkland s'élève à 187 matchs en première division, 96 matchs en deuxième division, six matchs en Ligue des champions de l'UEFA, et enfin cinq rencontres en Coupe de l'UEFA.